# Jean-François De Sart
Jean-François De Sart (Waremme, 1961. december 18. – ) belga válogatott labdarúgó, edző.

## Pályafutása

### Klubcsapatban
1979 és 1991 között az RFC Liège csapatában játszott. 1991-től 1993-ig az Anderlecht játékosa volt, melynek tagjaként 1993-ban belga bajnoki címet szerzett. 1993 és 1995 között ismét az RFC Liège-ben szerepelt.

### A válogatottban
1989-ben között 3 alkalommal szerepelt a belga válogatottban. Részt vett az 1990-es világbajnokságon.

### Edzőként
1999 és 2011 között a belga U21-es válogatott szövetségi edzője volt. 2011 és 2014 között technikai igazgatóként dolgozott a Standard Liège csapatánál. 

## Sikerei
RFC Liège
- Belga kupagyőztes (1): 1989–90

Anderlecht
- Belga bajnok (1): 1992–93